# Drahtgittermodell

Drahtgittermodell eines Würfels, Ikosaeders, und einer angenäherten Kugel

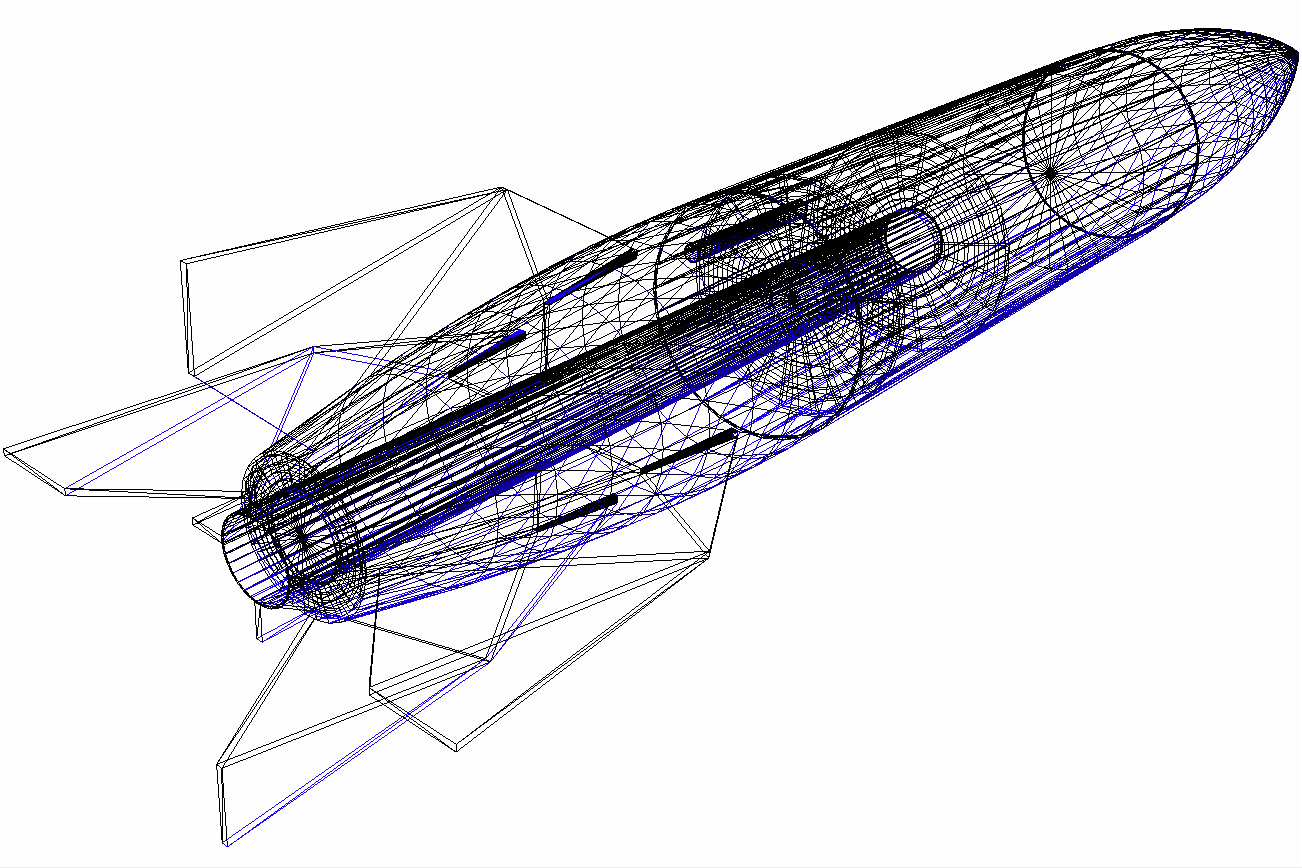
Drahtgittermodell einer A4-Rakete

Ein Drahtgittermodell (engl.: wire frame model) ist ein dreidimensionales geometrisches Modell, das einen Körper lediglich durch seine Kanten repräsentiert. Ebenfalls mit Drahtgittermodell bezeichnet man eine Darstellungsart in der Computergrafik, die Objekte in dieser Form anzeigt, auch wenn sie auf andere Weise modelliert wurden.
Die Modellierung eines Körpers als Drahtgittermodell hat den Nachteil, dass Mehrdeutigkeiten auftreten können: ein Drahtgittermodell kann unter Umständen mehrere unterschiedliche Körper repräsentieren.
Bei der Darstellung als Drahtgittermodell werden die Eckpunkte eines Objektes durch Linien miteinander verbunden. Bei gewölbten Formen wie Schiffs- und Flugzeugrümpfen oder Autokarosserien – auch bei (animierten) Menschen- und Tierfiguren – werden zusätzlich sogenannte „Isoparameterlinien“ gezeichnet, weil weiche Formen nicht genügend Eckpunkte oder Kanten haben. Liegt dem darzustellenden Objekt ein Polygonnetz zugrunde, so werden einfach die Kanten desselben dargestellt. In dieser einfachen Version kann man durch das Modell (zwischen den „Drähten“) durchschauen und die ansonsten verdeckten Teile sehen. Eine weitere einfache Darstellungsmethode, bei der vorne liegende Linien hintere verdecken, ist der Haloed-Line-Algorithmus.
Viele Programme in der 3D-Computergrafik besitzen Modi, um die Objekte als Drahtgittermodell darzustellen. Der Vorteil liegt in der äußerst schnellen Berechnung des Bildes. Der Nachteil ist eine untreue Abbildung der Wirklichkeit, die aber für einen ersten Überblick, „Navigation“ oder die Platzierung von Objekten völlig ausreicht. Ist man mit der schnellen Darstellung zufrieden, kann mittels Rendering der berechnungsaufwändigere Teil folgen. 